# Polstead
Polstead es un pueblo y parroquia civil, ubicado al sur del condado de Suffolk, en Inglaterra. Es famoso por haber sido el lugar del asesinato del granero rojo en 1827.